# Майоров, Алексей Дмитриевич
Алексе́й Дми́триевич Майо́ров (1923 — 20 августа 1943) — командир орудия 5-й батареи 680-го истребительно-противотанкового артиллерийского полка (27-я армия, Воронежский фронт), сержант, Герой Советского Союза.

## Биография
Родился в подмосковном городе Можайске в семье служащего, выходца из крестьянской среды, русский. Вскоре после рождения сына семья вернулась в деревню Большое Соколово, откуда были родом.
Учился в сельской начальной школе, затем в Можайске. После смерти отца пошёл работать на завод медицинских инструментов.
Весной 1941 года был призван на срочную службу в Красную Армию. На фронте с самого начала войны.
Через несколько месяцев службы стал сержантом и командиром противотанкового орудия.
В августе 1943 года 680-й истребительный противотанковый полк, в котором служил Майоров, выдвинувшись на передовые позиции, закрепился у деревни Степановки Краснокутского района Харьковской области.
Вот как описывают подвиг сержанта Майорова сослуживцы, бойцы и командир его полка, в коллективном письме сестре Алексея, написанном уже после его смерти:
«…20 августа 1943 года немецкие танки дивизии „Мёртвая голова“ шли на наши боевые порядки у деревни Степановка на Харьковщине. Вся лавина танков устремилась на орудие сержанта Майорова и его помощника Нестерова. Два отважных воина приняли неравный бой с 30 танками, в ходе которого подбили три танка… Бой был ожесточенный, фашистские танки били зажигательными снарядами. Будучи у горящего орудия, герои — Ваш брат и его помощник — продолжали вести бой и не отошли назад. Своим упорством, умением, высоким патриотизмом они сделали оборону неприступной….
Указом Президиума Верховного Совета СССР от 24 декабря 1943 года «за образцовое выполнение боевых заданий командования на фронте борьбы с немецко-фашистским захватчиками и проявленные при этом мужество и героизм» сержанту Майорову Алексею Дмитриевичу посмертно присвоено звание Героя Советского Союза.
Похоронен А. Д. Майоров в братской могиле в селе Пархомовка Краснокутского района Харьковской области Украины.

## Награды
- Герой Советского Союза — Медаль «Золотая Звезда» (24 декабря 1943 года),
- орден Ленина (24 декабря 1943 года),
- орден Красного Знамени.